# Nathu La
Nathu La (Devanagari: नाथू ला; chữ Tạng: རྣ་ཐོས་ལ་, IAST: Nāthū Lā, tiếng Trung: 乃堆拉山口) là một đèo trên dãy Himalaya. Nó nối giữa bang Sikkim của Ấn Độ và khu tự trị Tây Tạng của Trung Quốc. Đèo nằm ở độ cao 4.310 m (14.140 ft) trên mực nước biển, nằm trên một nhánh của con đường tơ lụa cổ đại. Nathu nghĩa là "tai nghe" và La nghĩa là "đèo" trong tiếng Tạng. Bên phía Ấn Độ, đèo nằm cách Gangtok 54 km (34 mi) về phía đông.
Nathu La nằm trong số ít trạm biên mậu giữa Trung Quốc và Ấn Độ; cùng với Shipkila tại Himachal Pradesh và Lipulekh tại Uttarakhand. Ấn Độ đóng cửa Nathu La sau Chiến tranh Trung-Ấn năm 1962, và đèo được mở lại vào năm 2006 sau nhiều hiệp định thương mại song phương. Việc mở cửa đèo được kỳ vọng sẽ thúc đẩy kinh tế của khu vực và đóng một vai trò quan trọng trong mậu dịch Trung-Ấn, song kết quả không như mong muốn. Hiện nay, các hiệp định giữa hai quốc gia giới hạn mậu dịch qua Nathu La đối với một số hàng hóa của hai bên. Việc mở cửa đèo cũng rút ngắn khoảng cách đi lại đến các địa điểm hành hương Ấn Độ giáo và Phật giáo trong khu vực.

## Lịch sử
Nathu La nằm trên một nhánh dài 563 km (350 mi) của Con đường tơ lụa cổ đại. Nhánh này kết nối Lhasa của Tây Tạng với vùng đồng bằng Bengal ở phía nam. Năm 1815, lượng mậu dịch tăng lên sau khi Anh Quốc thôn tính các lãnh thổ của Sikkim, Nepal và Bhutan. Tiềm năng của Nathu La được nhận thấy vào năm 1873, sau khi phó cảnh vụ trưởng của Darjeeling đưa ra một tường trình về tầm quan trọng chiến lược của các đèo giữa Sikkim và Tây Tạng. Vào tháng 12 năm 1893, quân chủ Sikkim và những người cầm quyền tại Tây Tạng ký kết một thỏa thuận tăng cường mậu dịch giữa hai bên. Hiệp định này đạt cực độ vào năm 1894 khi thông mậu dịch.
Nathu La đóng vai trò quan trọng trong cuộc viễn chinh của Anh Quốc đến Tây Tạng 1903–1904, hành động này nhằm tìm cách ngăn chặn ảnh hưởng của Đế quốc Nga đối với các vấn đề của Tây Tạng và giành được chỗ đứng cho Anh Quốc trong khu vực. Năm 1904, Chuyên viên Anh Quốc tại Tây Tạng là Thiếu tá Francis Younghusband dẫn một đoàn quân qua Nathu La để chiếm Lhasa. Điều này dẫn đến việc hình thành các trạm mậu dịch tại Gyantse và Gartok thuộc Tây Tạng, và giành quyền kiểm soát thung lũng Chumbi cho người Anh. Đến tháng 11, Trung Quốc và Anh Quốc phê chuẩn một hiệp định chấp thuận mậu dịch giữa Sikkim và Tây Tạng.

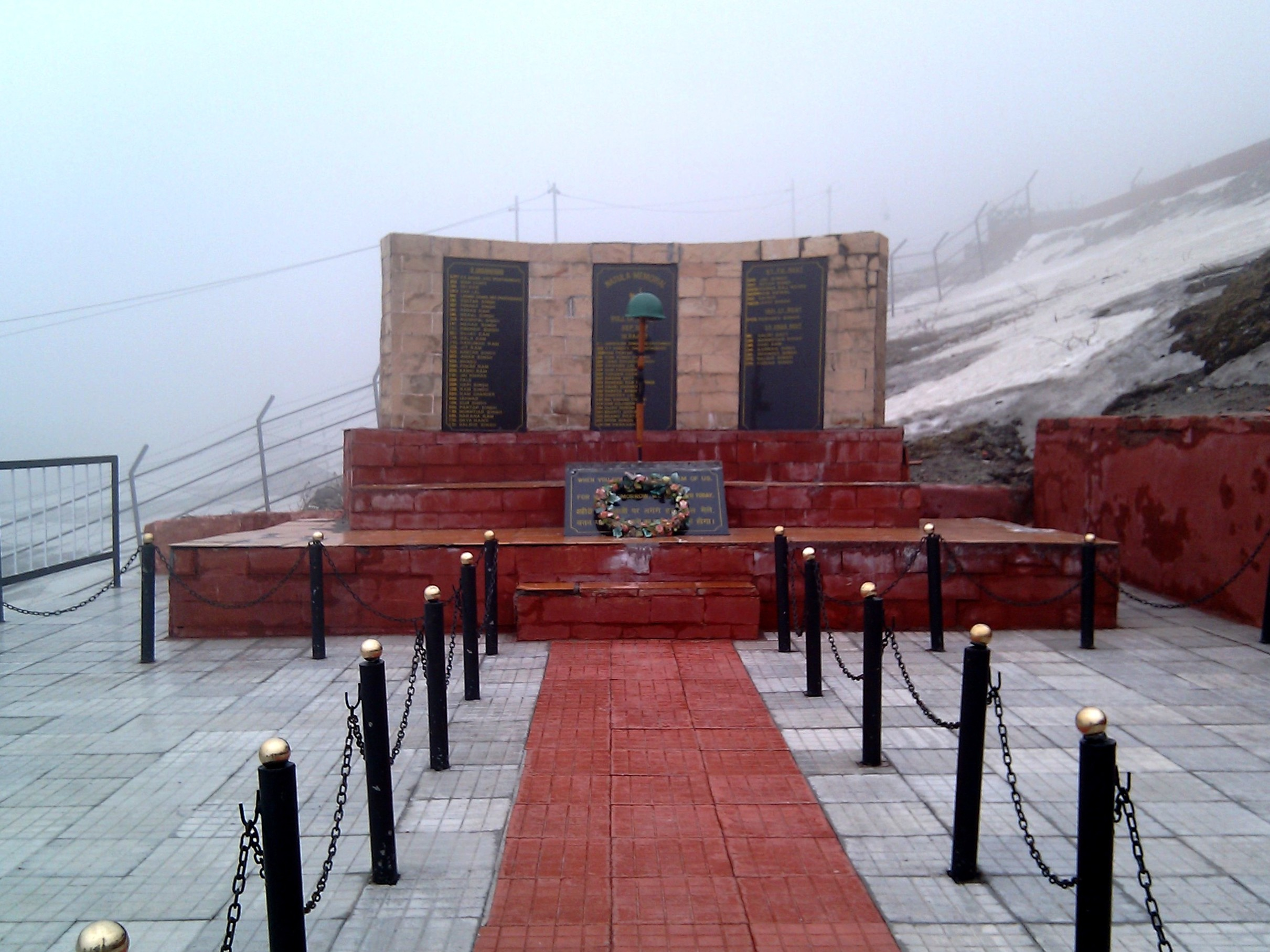
Đài kỉ niệm chiến tranh của Ấn Độ tại Nathu La

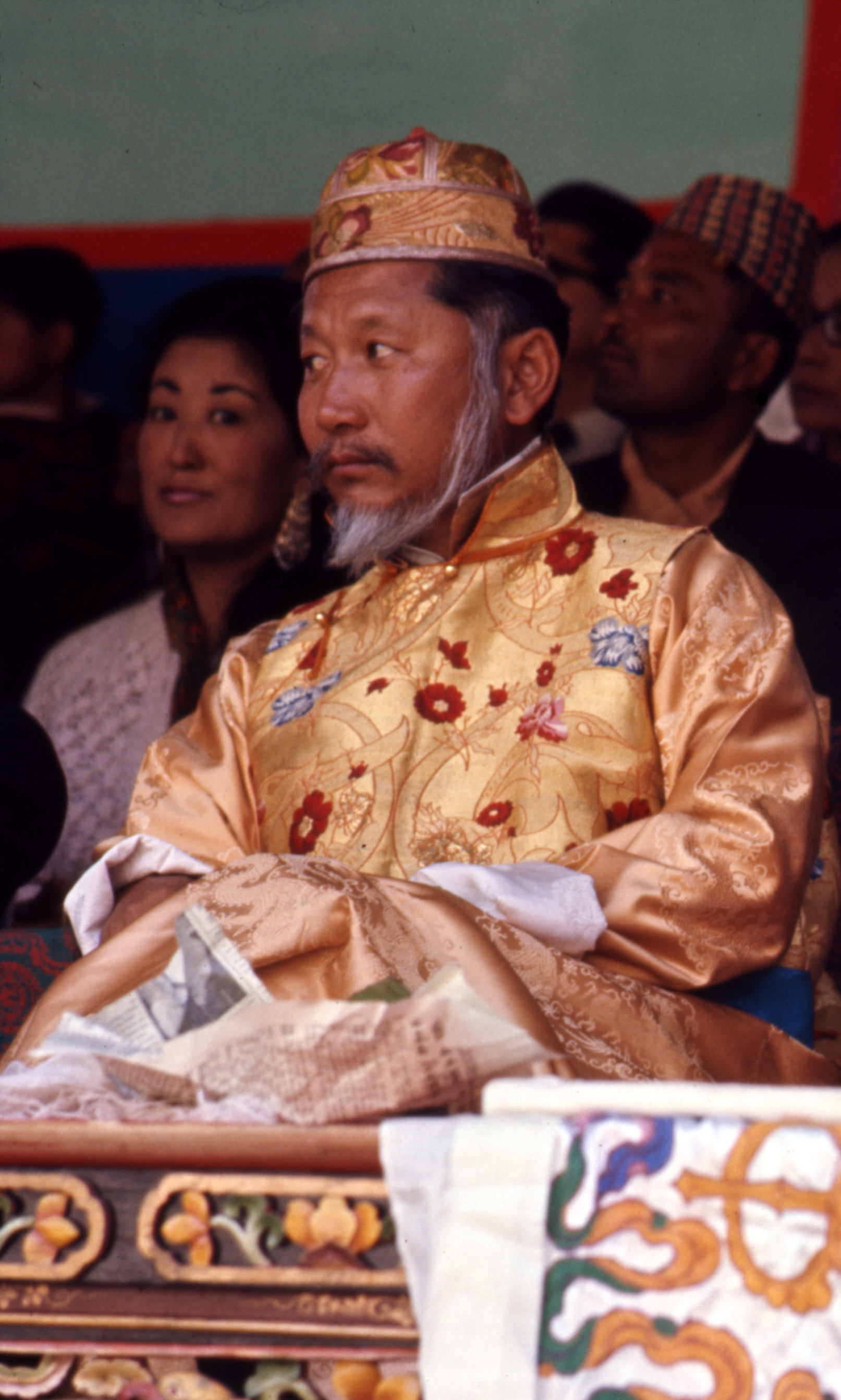
Palden Thondup Namgyal (trị vì 1963-1975) của Sikkim.

Vào năm 1947 và 1948, một cuộc tuyển cử đại chúng về việc Sikkim gia nhập Ấn Độ có kết quả thất bại, và Thủ tướng Ấn Độ Jawaharlal Nehru chấp thuận một tình trạng bảo hộ đặc biệt cho Sikkim. Sikkim chấp thuận trở thành một quốc gia được bảo hộ và quân đội Ấn Độ được phép đóng tại biên giới của Sikkim, bao gồm Nathu La. Trong giai đoạn này, trên 1.000 con la và 700 người tham gia vào mậu dịch xuyên biên giới qua Nathu La. Năm 1949, khi chính phủ Tây Tạng trục xuất người Hán, hầu hết người Hán trở về quê hương theo tuyến Nathu La–Sikkim–Kolkata.
Trong thập niên 1950, do thiếu hạ tầng đường không và đường sắt, một số yếu nhân qua Nathu La khi vượt biên giữa Tây Tạng và Sikkim. Đạt Lai Lạt Ma hiện nay là Tenzin Gyatso sử dụng đèo này để đến Ấn Độ nhân dịp kỉ niệm 2.500 năm Phật đản sinh. Ngày 1 tháng 9 năm 1958, Jawaharlal Nehru cùng con gái Indira Gandhi, và Palden Thondup Namgyal (đương thời là vương tử Sikkim) sử dụng đèo này để đi đến Bhutan.
Sau khi Trung Quốc nắm quyền kiểm soát Tây Tạng vào năm 1950 và đàn áp cuộc nổi dậy tại Tây Tạng vào năm 1959, các đèo vào Sikkim trở thành đường dẫn của người tị nạn từ Tây Tạng. Trong Chiến tranh Trung-Ấn năm 1962, tại Nathu La xảy ra đụng độ giữa binh sĩ hai quốc gia. Ngay sau đó, đèo bị đóng và tình trạng này được duy trì trong hơn bốn thập niên sau đó. Từ ngày 7 đến 13 tháng 9 năm 1967, Quân đội Trung Quốc và Quân đội Ấn Độ xảy ra đụng độ biên giới kéo dài trong 6 ngày, bao gồm cả bắn pháo hạng nặng qua lại. Năm 1975, Sikkim sáp nhập vào Ấn Độ, song Trung Quốc khi đó từ chối công nhận việc này.
Năm 2003, với việc quan hệ Trung-Ấn tan băng, chuyến công du của Thủ tướng Ấn Độ Atal Bihari Vajpayee đến Trung Quốc dẫn đến khôi phục đàm phán về việc mở đèo. Năm 2004, chuyến công du của Bộ trưởng Quốc phòng Ấn Độ đến Trung Quốc có kết quả là chính thức mở đèo. Việc mở đèo ban đầu được lên kế hoạch bắt đầu từ 2 tháng 10 năm 2005, song bị hoãn do vấn đề hạ tầng bên phía Trung Quốc. Cuối cùng, sau một thập niên đàm phán, Nathu La được mở vào ngày 6 tháng 7 năm 2006. Ngày mở lại đèo trùng với sinh nhật của Đạt Lai Lạt Ma đương nhiệm. Trong nhiều năm trước khi mở lại đèo, người duy nhất được phép vượt biên là một người đưa thư Trung Quốc và một người hộ tống quân sự của Ấn Độ. Sự kiện cũng đánh dấu việc Ấn Độ chính thức công nhận Tây Tạng thuộc Trung Quốc, và Trung Quốc công nhận việc Sikkim gia nhập Ấn Độ.
Một lễ kỉ niệm mở đèo được tổ chức bên phía Ấn Độ, với khách mời là các quan chức từ cả hai quốc gia, ngoài ra còn có sự tham gia của người dân bản địa, cùng truyền thông quốc tế và địa phương. Hàng rào dây thép gai giữa Ấn Độ và Trung Quốc được thay thế bằng một hành lang ốp đá rộng 10 m (30 ft).

## Địa lý
Nathu La nằm cách thủ phủ Gangtok của Sikkim 54 km (34 mi) về phía đông và nằm cách thủ phủ Lhasa của Tây Tạng 430 km (270 mi). Vào mùa đông, tuyết rơi nhiều gây trở lại cho việc lưu thông qua đèo. Do tại Nathu La không có trung tâm khí tượng, nên không có dữ liệu khí tượng đo lường có hệ thống. Tuy nhiên, tại khu vực cao hơn thuộc dãy Himalaya bao quanh khu vực, nhiệt độ mùa hè không bao giờ vượt quá 15 °C (59 °F).

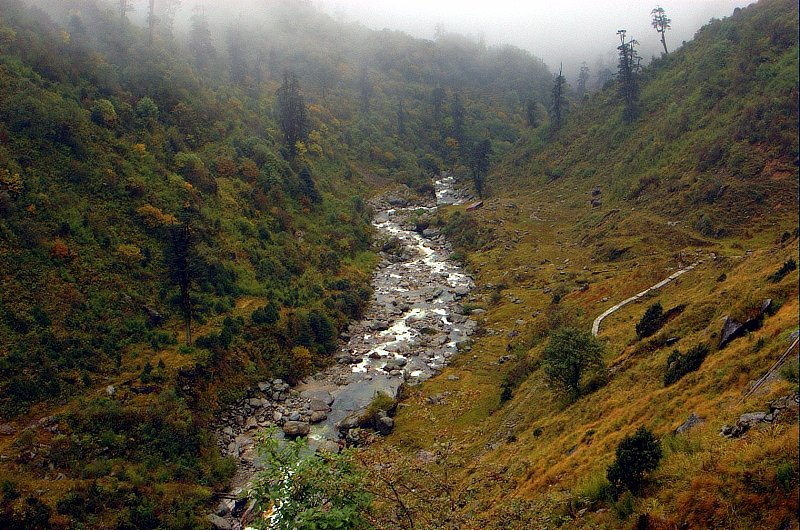
Phong cảnh của khu vực quanh đèo

Nathu La có lớp đất tương đối nông, tiêu nước quá độ, thô và nhiều mùn trên một sườn dốc 30–50% với bề mặt nhiều mùn có sỏi, xói mòn vừa phải, chai đá vừa phải. Có một số vùng đang bị hạ xuống và nhiều nơi trong đó bị nghiêng dẫn đến lở đất. Nhằm bảo vệ môi trường dễ bị tổn hại của Nathu La bên phía Ấn Độ, chính phủ Ấn Độ quy định về lượng du khách. Bảo trì đường bộ là trách nhiệm của Cơ quan đường bộ biên giới, vốn là một nhánh của Lục quân Ấn Độ. Bên phía Trung Quốc, đèo dẫn đến thung lũng Chumbi của cao nguyên Thanh Tạng.

## Động thực vật
Do độ dốc tăng lên quanh đèo, hệ thực vật dần chuyển từ nền tảng là rừng cận nhiệt đới, đến khu vực ôn đới, đến khu vực núi cao ẩm và khô, và cuối cùng là hoang mạc lãnh nguyên lạnh giá không có thảm thực vật. Quanh Nathu La và bên phía Tây Tạng có ít thực vật ngoài các cây bụi rải rác. Các loài chính được tìm thấy trong khu vực bao gồm đỗ quyên lùn (Rhododendron anthopogon, R. setosum) và bạch xù. Bãi cỏ gồm các loài thuộc chi Arctopoa, Meconopsis, Pedicularis, Primula, và Aconitum. Khu vực có mùa sinh trưởng trong bốn tháng, khi đó các loài cỏ, cói và thảo dược phát triển mạnh và nuôi dưỡng nhiều loài côn trùng, động vật ăn cỏ hoang dã và chăn nuôi, chiền chiện, sẻ. Khu bảo tồn núi cao Kyongnosla nằm gần đó có các loài địa lan và đỗ quyên hiếm, bị đe dọa, nằm rải rác giữa các cây bách xù cao và lãnh sam bạc.
Khu vực không có các khu định cư cố định của con người, song có một lượng lớn các nhân viên quân sự đóng quân ở hai phía của biên giới. Một lượng nhỏ mục dân du mục người Tạng hay Dokpas chăn nuôi bò Tạng, cừu và dệ giống pashmina trong khu vực. Có áp lực chăn thả ở mức độ lớn từ các động vật ăn cỏ chăn nuôi và hoang dã. Có thể trông thấy bò Tạng ở những nơi này, chúng cũng được dùng để làm phương tiện chuyên chở tại nhiều thôn xóm. Khu vực quanh Nathu La có nhiều loài động vật bị đe dọa như Procapra picticaudata, báo tuyết, Canis lupus chanco (sói Tạng), gà tuyết Tạng, diều hâu, quạ, đại bàng vàng, và Tadorna ferruginea. Sói đỏ được xem là một mối nguy lớn trong khu vực. Sự hiện diện của mìn trong khu vực gây thương vong cho bò Tạng, Ovis ammon, lừa hoang Tạng, và sói Tạng.
Hệ chim gồm nhiều loài hoét kêu, chúng sống trong các cây bụi và thảm rừng. Myophonus caeruleus, đỏ đuôi, và chích chòe nước được phát hiện gần các thác nước và dòng chảy trên cao. Các loài đi săn hỗn hợp hiện diện tại khu vực gồm chích, họa mi, đuôi cứng, vành khuyên, hồng tước, và se hồng. Các loài chim ăn thịt như đại bàng đen, diều trắng và cắt; và các loài gà lôi như Lophophorus và huyết trĩ cũng được tìm thấy.

## Kinh tế
Cho đến trước khi đèo bị đóng vào năm 1962, các hàng hóa như bút, đồng hồ, ngũ cốc, vải bông, dầu ăn, vật liệu xây dựng, xe scooter đã tháo dỡ, và xe ngựa bốn bánh được xuất khẩu sang Tây Tạng qua đèo trên lưng các con la. Người ta sử dụng hai trăm con la, mỗi con chở khoảng 80 kg tải trọng để vận chuyển hàng hóa từ Gangtok đến Lhasa, mất từ 20–25 ngày. Khi họ trở về, tơ lụa, len thô, xạ hương, cây thuốc, rượu, đá quý, vàng và đồ bằng bạc được nhập khẩu vào Ấn Độ. Hầu hết hoạt động mậu dịch trong thời kỳ này do cộng đồng Marwari tiến hành, họ sở hữu 95% trong số 200 hãng được cấp phép.
Kể từ tháng 7 năm 2006, mậu dịch được mở từ thứ hai đến thứ 5. Các hàng xuất khẩu từ Ấn Độ được miễn thuế quan gồm có nông cụ, chăn, sản phẩm đồng, quần áo, xe đạp, cà phê, trà, đại mạch, lúa gạo, lúa mì, quả khô, rau, dầu thực vật, thuốc lá, thuốc lá hít, gia vị, giày, dầu hỏa, văn phòng phẩm, đồ gia dụng, sản phẩm chế biến từ sữa, thực phẩm đóng hộp, thuốc nhuộm, thảo mộc địa phương. Các hàng xuất khẩu của Trung Quốc được miễn thuế quan gồm da dê, da cừu, len, sữa tươi, đuôi bò Tạng, lông bò Tạng, cao lanh, borac, bơ, muối ăn, ngựa, dê và cừu.
Có sự lo ngại trong những thương nhân tại Ấn Độ rằng hàng hóa Ấn Độ chỉ tìm thấy được thị trường hạn chế tại Tây Tạng, trong khi Trung Quốc có thể tiếp cận với một thị trường đã sẵn có tại Sikkim và Tây Bengal. Việc mở lại đèo được kỳ vọng sẽ thúc đẩy kinh tế của vùng và thúc đẩy mậu dịch Ấn-Trung song điều này không xảy ra. Số liệu của Cục Mậu dịch Tây Tạng cho thấy trong 51 ngày mở cửa mậu dịch vào năm 2006, mậu dịch qua Nathu La chỉ đạt giá trị 186.250 USD.
Bên phía Ấn Độ, đến năm 2006, chỉ có công dân Ấn Độ mới được qua đèo vào thứ 4, 5, 6, 7 và chủ nhật, sau khi có giấy phép một ngày trước tại Gangtok. Việc mở đèo rất hữu ích cho người hành hương đến các tu viện tại Sikkim như Rumtek. Đối với người Ấn Độ giáo, đèo sẽ rút ngắn thời gian hành trình đến hồ Mansarovar từ 15 ngày xuống 2 ngày.
Một mối quan tấm lớn của chính phủ Ấn Độ là buôn bán các sản phẩm động vật hoang dã như da và xương hổ, báo, mật gấu, da rái cá, và len shahtoosh vào Ấn Độ. Chính phủ Ấn Độ tiến hành một chương trình nhằm tăng tính cơ động của cảnh sát và các lực lượng thực thi pháp luật khác trong khu vực. Hầu hết các hoạt động mua bán bất hợp pháp này hiện được tiến hành qua Nepal.